# Глимдрапа
Глимдрапа — литературное произведение (стихотворение в виде скальдской поэмы), написанное придворным поэтом Торбьерном Хорнклови в IX веке. В нём повествуется о походах на соседей норвежского короля Харальда Первого («Прекрасноволосого»).
Написано в особом размере dróttkvætt. Только семь строф полностью и половина восьмой сохранились до наших дней, главным образом в сагах. Глимдрапа — старейшее произведение (konungsdrápa), восхваляющее норвежского конунга, которое дошло до нас.
В поэме говорится о борьбе короля Харальда за объединение Норвегии, о его победах, походе в леса, о Солскьельском сражении с вождём противоборствующего племени и о походе на остров Мэн.